# Karyamakmur
Karyamakmur is een bestuurslaag in het regentschap Karawang van de provincie West-Java, Indonesië. Karyamakmur telt 6363 inwoners (volkstelling 2010).